# Weilbach (Bavière)
Pour les articles homonymes, voir Weilbach.
Weilbach est une commune de Bavière (Allemagne), située dans l'arrondissement de Miltenberg, dans le district de Basse-Franconie.